# Nicole Kidman
Pour les articles homonymes, voir Kidman.
Nicole Kidman (/nɪˈkoʊl ˈkɪdmən/), née le 20 juin 1967 à Honolulu, est une actrice, réalisatrice, chanteuse et productrice de cinéma américano-australienne.
Considérée comme l'une des meilleures actrices de sa génération, elle est régulièrement classée parmi les célébrités les plus influentes et les mieux rémunérées au monde.
Elle interprète de nombreux rôles marquants, notamment dans Prête à tout (1995) de Gus Van Sant. Ce film la révèle au grand public dans le rôle d'une jeune journaliste obsédée par la célébrité télévisuelle. Parmi ses autres compositions : une femme en difficulté dans son mariage (le dernier film de Stanley Kubrick, Eyes Wide Shut, en 1999), une danseuse de cabaret (film musical de Baz Luhrmann, Moulin Rouge, en 2001, qui lui vaut sa première nomination aux Oscars), sa performance dans un thriller (Les Autres, d'Alejandro Amenábar, en 2001), son incarnation de Virginia Woolf (The Hours, en 2002).
Nicole Kidman est l'une des actrices les mieux payées d'Hollywood. Dirigée par de grands réalisateurs, elle s'est essayée à différents genres : le drame historique d'Anthony Minghella, Retour à Cold Mountain (2003), le drame expérimental de Lars von Trier, Dogville (2003), le film fantastique À la croisée des mondes : La Boussole d'or (2007), la fresque de Baz Luhrmann, Australia (2008), le drame intimiste, Rabbit Hole (2010), le thriller sulfureux de Lee Daniels, Paperboy (2012). Son interprétation d'une femme victime de violences conjugales dans la série Big Little Lies (2017) lui vaut deux Emmy Awards et le Golden Globe de la meilleure actrice dans une mini-série ou un téléfilm.
Elle alterne films populaires et cinéma indépendant, remporte de multiples récompenses dont un Oscar, six Golden Globes, deux Emmy Awards, un BAFTA, un Ours d'argent, une coupe Volpi à Venise, le prix du 70e anniversaire du Festival de Cannes. Elle possède une étoile sur le Hollywood Walk of Fame.
En 2004 et 2018, Time l'a comptée dans sa liste des 100 personnes les plus influentes au monde. En 2020, The New York Times l'a inscrite parmi les plus grandes actrices du XXIe siècle.

## Biographie

### Jeunesse (1967-1983)
Nicole Mary Kidman est l'aînée de deux enfants. Sa sœur, Antonia Kidman, est journaliste. Son père, le Dr Anthony David Kidman, est biochimiste, psychologue et écrivain. Il possède un cabinet à Lane Cove, en Nouvelle-Galles du Sud, en Australie,. Sa mère, Janelle Ann Glenny, est enseignante dans une école d'infirmières et membre de la Women's Electoral Lobby. Elle édite les livres de son mari. En 1967, son père est professeur invité au National Institute of Mental Health des États-Unis. La famille retourne en Australie lorsque Nicole a 4 ans. Ses parents habitent North Shore, près de Sydney. Nicole Kidman a des ascendants irlandais par ses aïeux, James et Bridget Callachor, établis à Sydney en 1842.
Élevée dans la religion catholique, elle fait ses études dans des écoles religieuses destinées aux filles de la bonne société : l'école publique de Lane Cove, puis au North Sydney Girls' High School. Elle se passionne très tôt pour la danse classique, puis se tourne vers le théâtre pour combattre sa timidité (elle est complexée par sa chevelure rousse et frisée, et sa grande taille : 5 pieds et 10 pouces à l'âge adulte, soit environ 1,78 m). La réalisatrice Jane Campion la repère sur scène dès l'âge de treize ans et veut la faire jouer dans un court métrage, mais l'école lui interdit de s'absenter. Elle suit des cours au Victorian College of the Arts de Melbourne puis, avec Naomi Watts, au Phillip Street Theatre de Sydney, avant d'être admise à l'Australian Theatre for Young People.

### Révélation (1983-1994)
En 1983, à seize ans, Nicole Kidman fait ses débuts au cinéma ; elle décroche un rôle dans le drame australien Bush Christmas, succès dans son pays d'origine. La même année, elle figure au générique du Gang des BMX et tient un second rôle dans la série télévisée Diligence Express. Elle continue sa carrière en Australie, apparaît dans plusieurs films pour le cinéma et la télévision, puis tente l'aventure hollywoodienne. Elle joue en 1987 dans le téléfilm Une Australienne à Rome (Un'australiana a Roma) du réalisateur italien Sergio Martino, dans le cadre d'un projet européen concernant le handicap.
En 1989, Nicole Kidman joue un thriller australo-américain sous la direction de Phillip Noyce : le Calme blanc, où elle donne la réplique à Sam Neill et Billy Zane. Variety écrit : « Tout au long du film, Kidman est excellente. Elle donne à son personnage une réelle ténacité et énergie. ». Le critique Roger Ebert souligne l'alchimie entre les personnages : « Kidman et Zane génèrent une véritable haine palpable dans leurs scènes ensemble. » Tom Cruise voit le film et impose Nicole Kidman comme sa partenaire, l'année suivante, dans le film d'action Jours de tonnerre de Tony Scott. Les deux acteurs tombent amoureux. Nicole Kidman est alors en couple avec l'acteur australien Marcus Graham (en) et Tom Cruise marié à la productrice Mimi Rogers. Il divorce pour épouser Nicole Kidman le jour du réveillon de Noël 1990. Leur couple devient l'un des plus médiatisés d'Hollywood. Ils se retrouvent devant la caméra de Ron Howard deux ans plus tard, dans la fresque Horizons lointains.
En 1992, Nicole Kidman est nommée pour la première fois aux Golden Globes dans la catégorie "Meilleure actrice dans un second rôle" pour sa performance dans Billy Bathgate, face à Dustin Hoffman. En 1993, elle joue une manipulatrice dans le thriller psychologique Malice, face à Alec Baldwin et Bill Pullman, et elle apparaît aux côtés de Michael Keaton dans le drame My Life.

### Progression (1995-2000)
La critique et le public la considèrent principalement comme « Madame Cruise ». Nicole Kidman voit dans le scénario de Prête à tout le moyen de s'imposer comme actrice à part entière. Le réalisateur Gus Van Sant est réticent. Elle le persuade de lui confier le rôle principal : Suzanne Stone, une jeune femme qui veut devenir star du petit écran, et manipule un adolescent pour qu'il assassine son mari. Pour se préparer à jouer le personnage, l'actrice passe trois jours entiers enfermée dans une chambre d'hôtel avec Tom Cruise, la télévision allumée en permanence. Elle est alors reconnue comme une grande actrice. Elle remporte son premier Golden Globe dans la catégorie Meilleure actrice dans un film musical ou une comédie. Son nom ne figurant pas sur la liste des nommées pour l'Oscar de la meilleure actrice, Sean Penn lui envoie un télégramme : « Vous avez été volée. »
La même année, Nicole Kidman joue dans le film de super-héros Batman Forever, réalisé par Joel Schumacher, le troisième volet de la saga Batman, avec Val Kilmer dans le rôle-titre. Le film est un succès commercial, avec plus de 336 millions de dollars de recettes. En 1996, Nicole Kidman tient le rôle principal du drame intimiste de Jane Campion Portrait de femme, d'après le roman éponyme de Henry James, avec John Malkovich et Mary-Louise Parker. L'actrice joue avec George Clooney dans le film d'action Le Pacificateur en 1997, puis face à Sandra Bullock dans la comédie fantastique Les Ensorceleuses en 1998. Le film est un échec commercial mais devient culte,,,.
En 1999, Nicole Kidman joue dans Eyes Wide Shut, thriller psychologique, film testament de Stanley Kubrick. Elle donne la réplique à Tom Cruise une troisième et dernière fois. Le film est une adaptation de la nouvelle de l'écrivain autrichien Arthur Schnitzler, La Nouvelle rêvée. Il s'agit d'un voyage entre le réel et l'imaginaire : un médecin est obsédé par la révélation de sa femme : elle a failli céder à un autre. A la recherche de ses propres fantasmes, il erre dans la nuit.
Le tournage dure quinze mois, à Londres, dans le plus grand secret, en raison de la personnalité méticuleuse et perfectionniste du réalisateur. L'actrice le confirme : « Stanley ne se pressait pas. Le temps était ce qu'il y avait de plus important pour lui. Il était prêt à renoncer à certains extérieurs pour économiser de l'argent, mais pas à sacrifier du temps. »
Eyes Wide Shut est éprouvant : « Tous les deux, nous devions affronter la jalousie et le sexe c'était toujours là, dans un coin de notre tête. Nous avons tourné pendant dix mois et demi mais sommes restés là pendant un an et demi. C'était vraiment un drôle de truc d'avoir ça à l'esprit tout le temps, jour après jour. On ne s'en débarrasse jamais complètement. Stanley non plus. »
Le film est un succès, avec plus de 205 millions de recettes. L'actrice est louée par la critique. Variety écrit : « Kidman est sensationnelle et lumineuse par la façon dont elle habite son personnage ».
Eyes Wide Shut la sort de l'ombre de son mari : 

« C'était la première fois que ma sensualité se trouvait au centre d'un film, pas un élément périphérique, c'était le sujet du film, et c'était l'idée de Kubrick. »

Pendant le tournage d'Eyes Wide Shut, Nicole Kidman voit plusieurs pièces de théâtre, rencontre le dramaturge David Hare, le metteur en scène Sam Mendes, et leur dit son désir de jouer sur scène. Sam Mendès demande à Hare d'adapter la pièce de Arthur Schnitzler, La Ronde, qu'il rebaptise The Blue Room. Nicole Kidman a pour partenaire l'acteur britannique Iain Glen. Les deux doivent jouer chacun cinq personnages. Kidman interprète une jeune femme naïve, une fille au pair, une épouse, un mannequin et une actrice. La pièce est jouée en 1998 au théâtre Donmar Warehouse de Londres. La performance de l'actrice est reconnue par la presse et le public. La critique du The Daily Telegraph est devenue célèbre, Kidman est décrite comme du « pure theatrical Viagra ».

### Consécration (2001-2004)

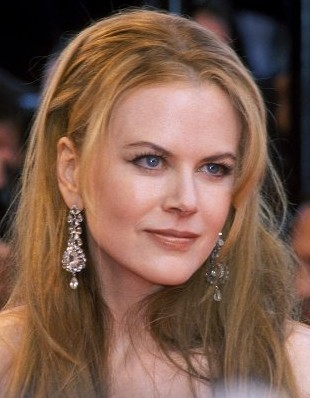
Nicole Kidman au Festival de Cannes 2001 pour la présentation de Moulin Rouge.

En 2001, son divorce est très médiatisé. Nicole Kidman est l'héroïne du film musical de Baz Luhrmann, Moulin Rouge. Elle y joue Satine, danseuse de cabaret dont un jeune poète anglais tombe amoureux, Christian, interprété par Ewan McGregor. Elle prend des cours de chant et de danse. Au cours d'une répétition où elle se lance dans ses bras, Ewan McGregor doit la rattraper et la manque. Les prises de vues commencent en novembre 1999. Le tournage dure huit mois. Elle doit porter tous les jours un corset serré au maximum afin d'avoir la taille la plus fine possible. Vers la fin du tournage, elle tombe d'un escalier du décor : un cartilage froissé et deux côtes fracturées. Kidman revient sur le plateau après deux semaines de convalescence. Le film fait l'ouverture du Festival de Cannes 2001. Succès artistique et commercial, il devient l'un des films populaires de l'actrice. Variety compare Nicole Kidman aux « déesses de l'écran » Marlene Dietrich, Greta Garbo et Marilyn Monroe. Elle reçoit sa première nomination à l'Oscar de la meilleure actrice et remporte son second Golden Globe dans la catégorie "Meilleure actrice dans un film musical ou une comédie".
La même année, Alejandro Amenábar lui offre le rôle principal de son thriller Les Autres. L'actrice commence par refuser. Le rôle, Grace Stewart, est une mère infanticide, persuadée que sa maison est hantée par un esprit et dont les deux enfants craignent la lumière du jour. Nicole Kidman décline tous les rôles qui lui demandent d'être violente envers un enfant. Amenábar parvient à la convaincre. L'actrice donner de la fragilité à son personnage, pour que le spectateur puisse comprendre son acte : « J'ai trouvé la motivation en me mettant du point de vue de Grace qui décide d'ôter la vie de ses enfants parce qu'elle estime que le monde est un endroit trop cruel pour eux. » Le film est un succès. Nicole Kidman obtient des avis élogieux de la critique, se voit proposer un Golden Globe et un BAFTA.[réf. nécessaire]
La même année, l'actrice apparaît dans le drame intimiste Nadia, avec Vincent Cassel et Mathieu Kassovitz. Elle y joue le rôle-titre et apprend le russe. Le film connaît un succès modéré. Nicole Kidman est applaudie par la critique.
En 2002, elle partage l'affiche du film de Stephen Daldry, The Hours, avec Meryl Streep et Julianne Moore. Elle y interprète la romancière Virginia Woolf durant les années 1920. C'est le moment où, accablée par une maladie mentale, la romancière commence l'écriture de Mrs Dalloway. Nicole Kidman accepte le rôle en raison de parallèles entre sa vie et celle de Woolf.
Elle est touchée par la scène où son personnage fuit le domicile conjugal et une vie devenue insupportable :

« Je me souviens mot pour mot de ce qu'elle dit à ce moment : « Je mène une existence que je n'ai plus le moindre désir de poursuivre. J'habite dans une ville où je n'ai plus la moindre volonté de vivre. » Je m'en souviens car, jamais, les mots placés dans la bouche d'un de mes personnages n'avaient à ce point semblé m'appartenir. »

Pour jouer Woolf, Kidman porte un faux nez et apprend à écrire de la main droite. Elle avouera avoir eu des idées de suicide durant ce tournage. En jouant la scène où Woolf met fin à ses jours, Kidman choisit de vivre : « À cette époque, j'étais au plus bas et jouer Woolf m'a permis d'apprécier la vie »
Le film est un succès critique et commercial. Nicole Kidman remporte plusieurs prix : un Ours d'argent de la meilleure actrice (qu'elle partage avec Streep et Moore), un BAFTA, son troisième Golden Globe dans la catégorie « Meilleure actrice dans un film dramatique ». Elle est la première australienne à recevoir l'Oscar de la meilleure actrice.

Dans son discours de remerciements à la 75e cérémonie des Oscars en 2003, Nicole Kidman rappelle l'importance de l'art (la Guerre d'Irak a débuté quelques jours plus tôt) : 

« Pourquoi venons-nous aux Oscars à un moment où le monde est dans une telle agitation ? Parce que l'art est important. Et parce qu'il faut croire en ce que l'on fait, il faut l'honorer et c'est une tradition qui doit être perpétuée. »

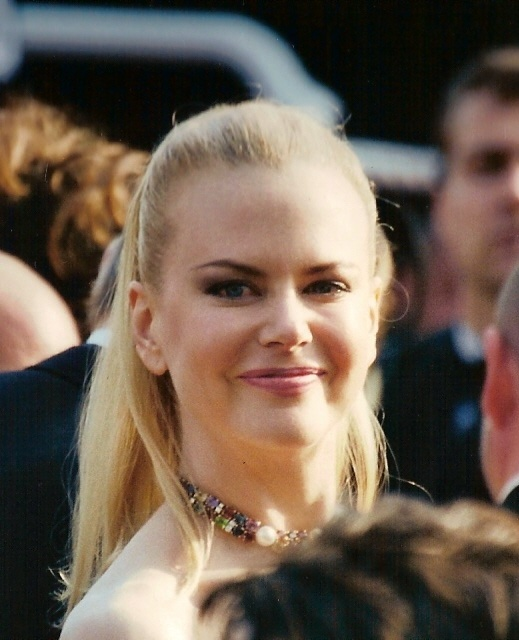
Nicole Kidman au Festival de Cannes 2003 pour la présentation de Dogville.

En 2003, elle joue dans le drame expérimental de Lars von Trier, Dogville. Dans un décor minimaliste, elle est Grâce, une jeune femme poursuivie par des gangsters. Elle trouve refuge dans la ville minière de Dogville et finit par devenir l'esclave de ses habitants. Nicole Kidman est fascinée par le scénario. Von Trier l'a écrit pour elle. Une scène montre Grace, marchant, une chaîne nouée autour du cou et attachée à une lourde roue en métal. L'actrice manque d'étouffer ; à la fin de la prise, l'équipe réalise qu'elle souffre réellement[source secondaire souhaitée]. Présenté au Festival de Cannes, le film et la prestation de Kidman sont loués par la critique. The Guardian trouve l'actrice « formidable », The New York Times estime qu'elle arrive à « combiner parfaitement ruse et vulnérabilité ».
La même année, elle joue avec Anthony Hopkins dans La Couleur du mensonge, drame réalisé par Robert Benton. Le film est présenté hors compétition à la Mostra de Venise et reçoit des critiques mitigées. Toujours en 2003, Kidman tient l'un des rôles principaux du drame historique, Retour à Cold Mountain, de Anthony Minghella, avec Jude Law et Renée Zellweger. Le tournage a lieu en Roumanie. C'est une expérience « profonde » et « magique » pour elle, dans des conditions extrêmes : pluies torrentielles, inondation du plateau (le réalisateur doit couper certaines scènes), tournage par -40 °C. Le film est un succès critique et public, avec 173 millions de dollars de recettes. Nicole Kidman reçoit une nouvelle nomination pour un Golden Globe, catégorie meilleure actrice dans un film dramatique.
En 2004, l'actrice se voit proposer le rôle principal du drame Birth. Anna est une jeune femme perturbée par un garçon de dix ans qui prétend être la réincarnation de son défunt mari. Nicole Kidman n'est pas sûre de vouloir faire le film, mais change d'avis lorsqu'elle découvre que Jonathan Glazer, dont elle admire le précédent film Sexy Beast, doit en être le réalisateur. Le film, présenté en compétition, suscite la controverse à la Mostra de Venise, en raison d'une scène où le personnage de Kidman prend un bain avec le jeune garçon. L'actrice déclare à la conférence de presse : « Ce n'est pas que je voulais faire un film où j'embrasse un garçon de dix ans. Je voulais faire un film où l'on comprend l'amour. » Le film divise la critique. La performance de l'actrice est saluée. Elle est proposée pour la septième fois de sa carrière aux Golden Globes, dans la catégorie meilleure actrice dans un film dramatique. Les Inrocks écrivent : « Nicole Kidman se révèle une fois de plus absolument géniale. Elle est aujourd'hui la plus grande star du cinéma mondial et aussi une des plus grandes actrices contemporaines, alignant les performances remarquables mais surtout, ce qui est encore plus précieux, choisissant les bons films et les vrais cinéastes ».

### Déconvenues (2004-2009)
L'actrice doit ensuite refuser la proposition de Martin Scorsese d'incarner Katharine Hepburn dans son film Aviator. Elle s'est déjà engagée sur la comédie fantastique Et l'homme créa la femme, seconde adaptation du roman satirique d'Ira Levin, Les Femmes de Stepford. L'actrice regrette vite sa décision, ne s'entend pas avec le réalisateur Frank Oz, tout comme ses partenaires Christopher Walken, Glenn Close et Bette Midler. Des projections test sont désastreuses, le film est réécrit, de nouvelles scènes sont tournées. Nicole Kidman, mécontente du nouveau scénario, songe à quitter le projet. Le film reçoit un accueil désastreux de la critique et n'obtient pas le succès commercial escompté.[réf. nécessaire]
L'année suivante, l'actrice joue sous la direction de Sydney Pollack dans le thriller politique L'Interprète et donne la réplique à Sean Penn. Elle y tient le rôle d'une interprète à l'ONU ; elle surprend une conversation concernant un complot contre un chef d'État africain, et est traquée par des tueurs. Le film est un succés public, malgré des critiques mitigées.
La même année, Nicole Kidman reprend le rôle d'Elizabeth Montgomery dans l'adaptation au cinéma de Ma sorcière bien-aimée. Le scénario raconte l'histoire d'Isabel, une jeune sorcière déterminée à vivre sans sorcellerie ; un jeune acteur, joué par Will Ferrell, lui propose de jouer à ses côtés dans le remake de la série Ma sorcière bien-aimée. Le film reçoit une majorité de critiques négatives et n'obtient pas le succès escompté au box-office.

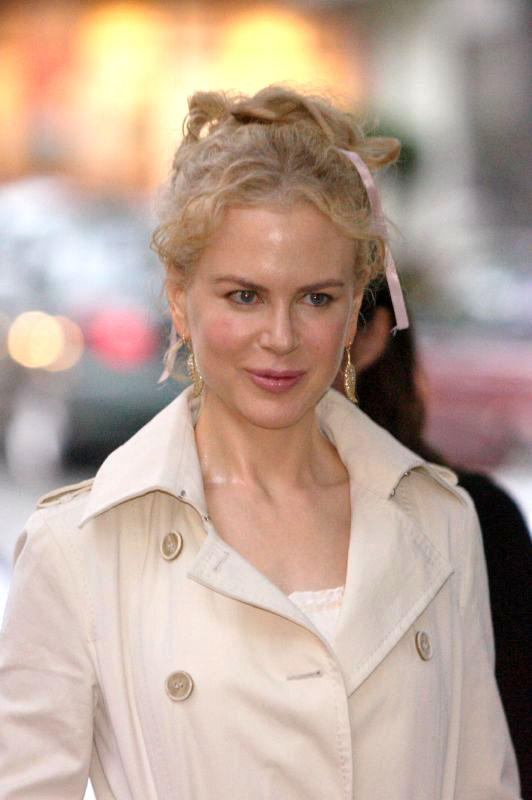
Nicole Kidman en 2006, l'année de sortie de Fur.

En 2006, Nicole Kidman prête ses traits à la photographe américaine Diane Arbus dans le drame intimiste Fur : Un portrait imaginaire de Diane Arbus de Steven Shainberg. L'actrice joue avec Robert Downey Jr. et reste dans la peau de son personnage tout le long du tournage. Le film n'est pas un succès commercial, mais la critique loue son interprétation. Le Chicago Tribune affirme qu'il s'agit de sa performance « la plus profondément émouvante ».
La même année, Nicole Kidman est la voix de Norma Jean, un manchot femelle, dans le film d'animation Happy Feet.
Elle est ensuite l'héroïne du film Invasion, réalisé par Oliver Hirschbiegel, nouvelle version du classique de science-fiction de Don Siegel, L'Invasion des profanateurs de sépultures. Le premier montage du réalisateur ne satisfait pas le distributeur, Warner Bros. Il engage les Wachowski pour réécrire le scénario et le réalisateur James McTeigue pour tourner à nouveau plusieurs scènes. Nicole Kidman, brièvement hospitalisée à la suite d'un accident de voiture pendant le tournage, revient sur le plateau malgré plusieurs côtes fêlées. Le film sort en 2007, récolte une majorité de critiques négatives, et est un échec commercial.
L'actrice apparaît la même année dans la comédie dramatique Margot va au mariage de Noah Baumbach, avec également Jack Black et Jennifer Jason Leigh. Pour parfaire leurs interprétations, Nicole Kidman et ses partenaires emménagent ensemble le temps du tournage. Le film est présenté pour la première fois au Festival du film de Telluride. Les critiques sont mitigées. Nicole Kidman est nommée pour un Satellite Award de la meilleure actrice.
À la suite des échecs relatifs de ses derniers films, l'actrice est surnommée « poison du box-office » par la presse. Variety constate, qu'à l'instar de George Clooney, Brad Pitt ou Angelina Jolie, son nom ne garantit plus les entrées en salles pour les studios et ce, malgré leur  popularité. Après l'échec d'Invasion, elle refuse d'en assurer la promotion. Nicole Kidman confie à USA Today avoir beaucoup tourné, sans beaucoup de discernement, pour compenser son divorce d'avec Tom Cruise. Elle déclare : « On ne sait jamais ce qu'un film va donner. On donne tout ce qu'on peut pour qu'il soit bon, mais le temps est trop précieux pour qu'on le passe à agonir les films qui n'ont pas marché. »
En 2007, Nicole Kidman joue dans À la croisée des mondes : La Boussole d'or. Le film est réalisé par Chris Weitz et adapté du livre Les Royaumes du Nord ; c'est le premier tome de la trilogie À la croisée des mondes écrite par Philip Pullman. N'aimant pas le fantastique, elle refuse d'interpréter la méchante Marisa Coulter. Weitz et Pullman écrivent chacun une lettre lui demandant de reconsidérer le rôle. L'actrice finit par accepter. L'accueil critique du film est mitigé, le jeu de Nicole Kidman est une nouvelle fois salué. The Guardian  écrit que l'actrice est « à son meilleur dans ce genre de rôle : sculpturale, élégante, séduisante, avec une certaine froideur » ; The New York Times estime qu'elle est une « déesse de glace parfaite » et loue sa grande beauté. Malgré plus de 372 millions de dollars de recettes, le film n'est pas le succès commercial escompté par le studio New Line Cinema, qui abandonne l'idée d'en faire une suite.
Nicole Kidman apparaît dans un seul film l'année suivante : la fresque Australia. Elle retrouve le réalisateur Baz Luhrmann. L'actrice donne son accord sans avoir lu le scénario. L'histoire se déroule dans le nord de l'Australie et narre la romance entre une aristocrate anglaise, qu'elle incarne, et un cow boy, joué par Hugh Jackman alors que les Japonais s'apprêtent à bombarder Darwin pendant la Seconde Guerre mondiale. Pour les besoins du film, Kidman apprend à rassembler un troupeau et à castrer des jeunes taureaux. L'expérience est épuisante : longues journées de travail et conditions extrêmes de tournage. Au cours d'une scène à cheval, Nicole Kidman s'évanouit en raison de la chaleur, ce qui arrive aussi à Hugh Jackman. L'actrice lui enlève un scorpion venimeux de la jambe, lui sauvant la vie. Annoncé comme le nouveau Autant en emporte le vent, Australia reçoit un accueil mitigé de la critique, et engendre plus de 211 millions de dollars de recettes au niveau mondial.
L'année suivante, elle remplace Catherine Zeta-Jones dans le film musical Nine, de Rob Marshall. Elle y joue une star de cinéma inspirée par Anita Ekberg dans La dolce vita. Elle est nommée au SAG Award de la meilleure distribution avec ses partenaires du film.

### Cinéma indépendant (2010-2016)

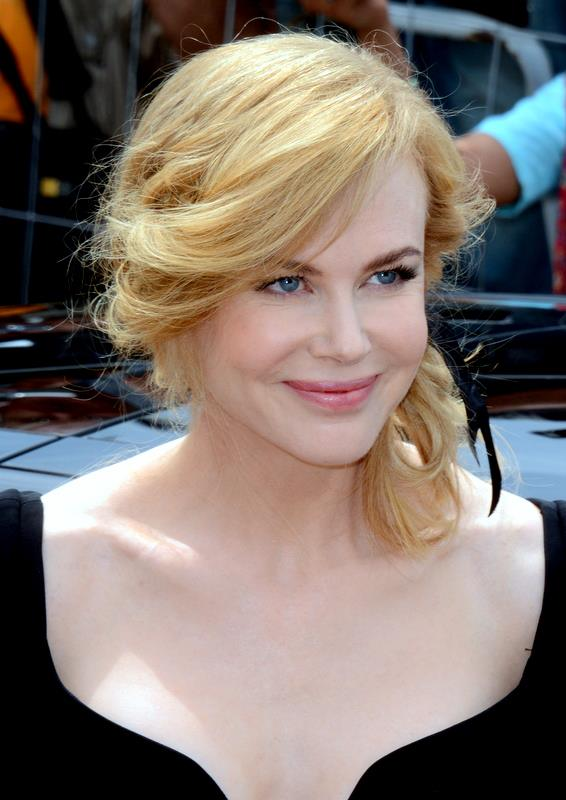
Nicole Kidman, membre du jury du Festival de Cannes 2013.

Lors de la promotion d'Australia, et après le tournage de Nine, Nicole Kidman annonce qu'elle envisage d'arrêter sa carrière d'actrice pour se consacrer à sa famille. Sa mère l'en dissuadera. L'actrice fonde sa société de production, Blossom Films, et ne se lance désormais que dans les projets qu'elle choisit : « Je veux des grands réalisateurs ou des projets qui m'intriguent, des films sur l'exploration de l'âme humaine, sans la juger. »
Elle achète les droits de la pièce Rabbit Hole de David Lindsay-Abaire, lauréat du Prix Pulitzer : elle y voit un potentiel grand rôle et passe un an à réunir le budget d'environ cinq millions de dollars. L'histoire est celle d'un couple qui tente de redonner un sens à sa vie après la mort de son enfant. Sam Raimi est engagé à la réalisation, mais se désiste pour John Cameron Mitchell. Le tournage est pour Nicole Kidman « émotionnellement épuisant » et « perturbant » : « Je savais que le faire serait dangereux, mais je ne pouvais pas prévoir que cela me dérangerait à un niveau aussi profond. En même temps, il s'agissait d'aller vers ce qui est probablement l'une de mes plus grandes peurs, et ce n'est pas nécessairement une mauvaise chose. Le film et la pièce ont été construits d'une telle façon qu'il se dégage énormément d'espoir de l'histoire. »
Rabbit Hole est présenté au Festival international du film de Toronto 2010 pour la première fois. L'équipe reçoit une ovation debout du public. Le film est plébiscité par la presse. La prestation de Nicole Kidman fait l'unanimité. Elle est jugée « exceptionnelle » et « remarquable » pour Les Inrocks, « stupéfiante — subtile, féroce, brutalement drôle et tendre lorsque l'on s'y attend le moins » pour Rolling Stone ; The Telegraph estime qu'il s'agit là de son meilleur rôle depuis Birth. L'actrice reçoit sa troisième nomination à l'Oscar et est proposée pour un Screen Actors Guild Award et un Golden Globe.
L'année suivante, Nicole Kidman souhaite un film léger, et fait une apparition dans Le Mytho, une comédie avec Adam Sandler et Jennifer Aniston.
Elle retrouve Joel Schumacher pour le thriller Effraction où elle joue face à Nicolas Cage. L'actrice estime être « arrivée à un stade de [sa] carrière où [elle a] envie de [se] mettre davantage en danger » et cherche des « rôles forts » pour « être bousculée et poussée au-delà de [s]es limites ».
Elle accepte de jouer sous la direction de Lee Daniels pour le film policier Paperboy ; elle interprète une nymphomane amoureuse d'un condamné à mort, qu'elle tente de sauver avec l'aide de deux journalistes : « Je trouve formidable que Lee ait pris le risque et m'ait crue capable de le faire, car la plupart des réalisateurs ne penseraient pas que je puisse jouer un tel personnage. » Le réalisateur prévient son actrice que le tournage sera difficile : dès le premier jour, il lui fait tourner une scène de sexe avec John Cusack, le deuxième jour, mimer une fellation au parloir et le troisième, uriner sur Zac Efron . Nicole Kidman s'immerge dans son personnage, au point de ne plus se rappeler la scène avec Cusack avant de voir le film. Elle refuse de prendre du poids et de dire le mot « nègre », ayant un fils afro-américain. Le film sulfureux suscite la controverse à sa présentation en compétition officielle au Festival de Cannes 2012. Nicole Kidman est louée par la critique, elle est proposée pour un Screen Actors Guild Award et un Golden Globe de la meilleure actrice dans un second rôle.
La presse salue également son incarnation de la correspondante de guerre Martha Gellhorn dans Hemingway and Gellhorn, film biographique sur la vie de cette dernière avec l'écrivain Ernest Hemingway, incarné par Clive Owen. The Hollywood Reporter la trouve « remarquable » et ajoute, en référence à son interprétation de Virginia Woolf dans The Hours, qu'elle « excelle à interpréter les écrivains du 20e siècle ».

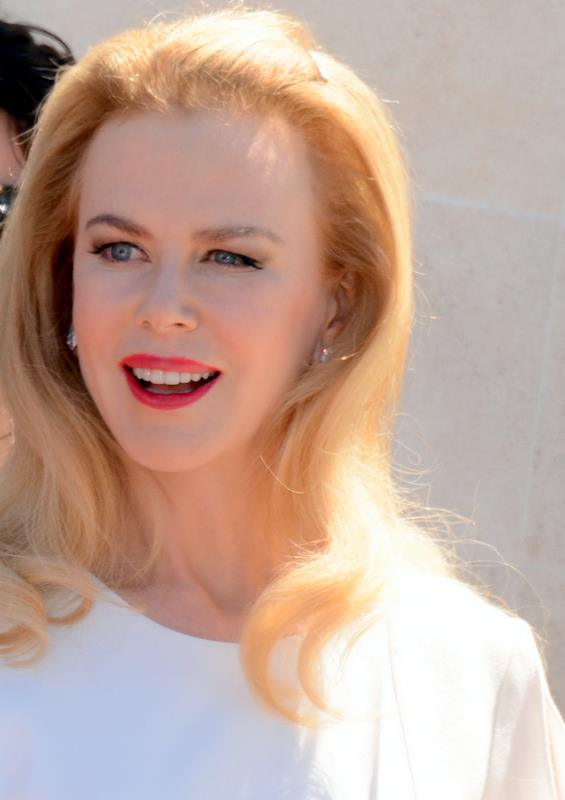
Nicole Kidman au Festival de Cannes 2014 pour la présentation de Grace de Monaco.

En 2013, Nicole Kidman est membre du jury des longs métrages du Festival de Cannes, présidé par le réalisateur américain Steven Spielberg. La même année, elle joue aux côtés de Mia Wasikowska et Matthew Goode dans le thriller psychologique Stoker, écrit par Wentworth Miller, héros de la série Prison Break. Elle commence par refuser le rôle, une femme face à la mort soudaine de son mari, voulant passer du temps avec sa famille. Elle aime le scénario et a envie de travailler avec le réalisateur Park Chan-wook. Chan-wook lui propose de tourner à Nashville, où elle habite. Kidman accepte et commence le tournage une semaine après celui de Paperboy.
Le film est présenté au Festival du film de Sundance 2013 et a des critiques positives. Pour le Chicago Sun-Times, l'actrice est « merveilleuse dans un rôle qu'aurait pu écrire Tennessee Williams ».
La même année, Colin Firth la sollicite pour être sa partenaire dans Les Voies du destin. Nicole Kidman accepte. C'est l'histoire vraie d'Eric Lomax. La femme de ce dernier, Patti, découvre que l'officier japonais ayant traumatisé et torturé son époux durant la construction de la « voie ferrée de la mort » est toujours vivant. L'actrice regarde en boucle un entretien de plusieurs heures entre le producteur du film et la femme qu'elle doit incarner. Sa rencontre avec la véritable Patti Lomax a lieu pendant le tournage. Le film est présenté au Festival international du film de Toronto ; il reçoit de très bonnes critiques. Patti Lomax se déclare « très impressionnée » par la prestation de l'actrice.
L'année suivante, Nicole Kidman incarne Grace Kelly, actrice américaine devenue princesse de Monaco, dans le film biographique Grace de Monaco. Deux ans plus tôt, elle a été enthousiasmée par le scénario et demande à son agent de contacter le réalisateur Olivier Dahan. Ce dernier hésite entre Charlize Theron, Gwyneth Paltrow et Jessica Chastain. Il n'est pas convaincu que Kidman soit idéale pour le rôle-titre. Il accepte de la rencontrer et lui offre le rôle, après avoir vu les similitudes entre sa vie et celle du personnage. L'histoire est située en 1962 sur fond de conflit fiscal entre Monaco et la France. Elle évoque, de manière fictive, le conflit intérieur de Grace Kelly, partagée entre son devoir de princesse et sa carrière d'actrice. Nicole Kidman se dit fascinée par le personnage et honorée de l'interpréter. Elle revoit en boucle tous les films de Grâce Kelly et lit une dizaine de biographies.
Le film est dans l'ensemble mal accueilli par la critique au Festival de Cannes 2014. Nicole Kidman elle-même reconnaît sa déception devant le résultat final,.
La même année, l'actrice est à l'affiche du thriller psychologique Avant d'aller dormir de Rowan Joffé, où elle retrouve Colin Firth. Elle y joue le rôle d'une femme qui, à la suite d'un accident de voiture, ne se rappelle plus ce qu'elle a fait la veille. Sa performance est saluée par la presse. The Guardian qualifie son jeu « de premier ordre » alors qu'elle doit exprimer « à la fois incertitude et paranoïa ».
Toujours en 2014, Nicole Kidman tient le rôle de Millicent Clyde, une taxidermiste qui poursuit un petit ours pour l'empailler, dans le film pour enfant Paddington avec Hugh Bonneville, Sally Hawkins et Ben Wishaw (qui prête sa voix à l'ourson en version originale). Kidman assure la plupart de ses cascades et apprend à lancer des couteaux. Le film reçoit de très bonnes critiques et connaît un grand succès commercial.

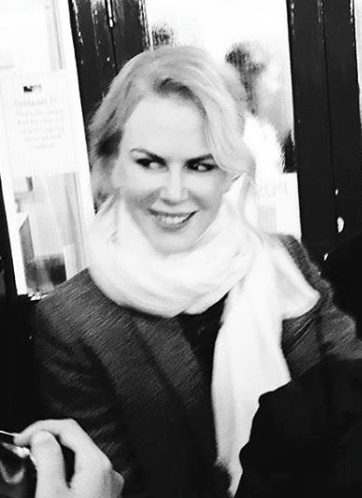
Nicole Kidman au Théâtre Noël Coward de Londres en 2015 après une représentation de la pièce Photograph 51.

En 2015, Nicole Kidman tient le rôle principal du drame intimiste Strangerland, celui d'une femme confrontée avec son mari, joué par Joseph Fiennes, à la disparition de ses deux enfants,.
L'actrice joue ensuite sous la direction de Werner Herzog dans Queen of the Desert, aux côtés de James Franco, Damian Lewis et Robert Pattinson. Elle y incarne Gertrude Bell, femme de lettres, archéologue et espionne britannique, travaillant sous couverture au Moyen-Orient au début du XXe siècle. En 1915, pendant la Première Guerre mondiale, elle fut chargée de rejoindre Lawrence d'Arabie. Sa mission était de rallier les tribus arabes à la cause de la Triple-Entente et d'installer la dynastie des Hachémites en Irak.
Nicole Kidman décrit le film comme une expérience « magnifique », « un rêve passé dans le monde de Herzog ». Ce dernier est connu pour ses conditions de tournage extrêmes : il tourne au Maroc pendant de véritables tempêtes de sable. Le réalisateur parle de son actrice comme « phénoménale », estime qu'il y a « quelque chose en elle qui n'a pas été assez découvert » et que sa prestation dans le film est « sans précédent » : « Je ne connais aucun film de la décennie passée avec une performance féminine de son calibre. »
Nicole Kidman accepte ensuite la proposition de Julia Roberts d'être sa partenaire dans le thriller Aux yeux de tous.
La même année, l'actrice fait son retour au théâtre, dix-sept ans après The Blue Room, dans Photograph 51, pièce écrite par Anna Ziegler et mise en scène par Michael Grandage. Elle prête ses traits à la biologiste britannique Rosalind Franklin, qui a participé de manière déterminante à la découverte de la structure de l'ADN. Jouer Franklin est pour Kidman une manière de rendre hommage à son père, biochimiste renommé, disparu un an plus tôt. La pièce est jouée du 5 septembre au 21 novembre 2015 au Théâtre Noël Coward de Londres. Elle est acclamée par la critique. The New York Times décrit la performance de Nicole Kidman comme « proche de la perfection ». The Guardian estime qu'elle est « intelligente, réussissant à rendre aussi bien l'humanité, le côté chaleureux de la scientifique que son agitation devant le sexisme qu'elle rencontrait dans sa vie professionnelle. Il s'agit véritablement d'une performance remarquable dans laquelle Kidman nous rappelle que les scientifiques sont souvent animés par la passion ». L'actrice reçoit le Prix Natasha Richardson de la meilleure actrice par le quotidien londonien Evening Standard.

### Triomphe et diversification (2017-2019)

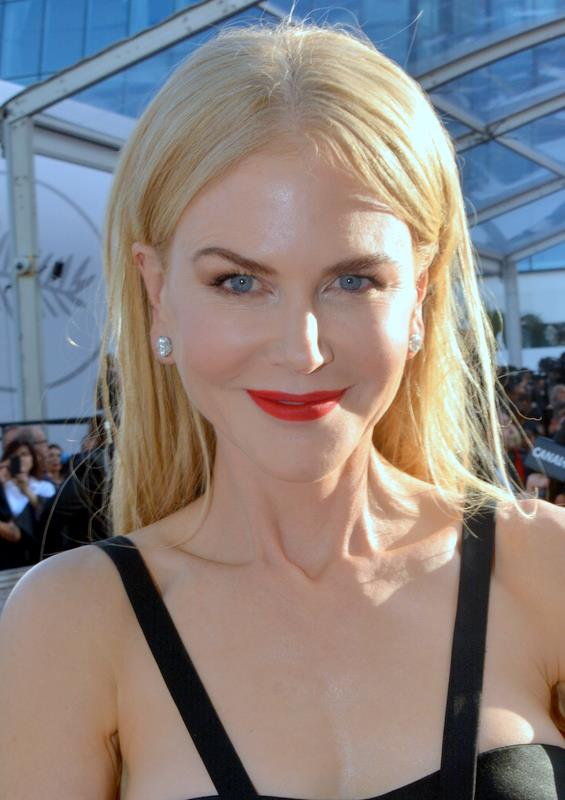
Nicole Kidman au Festival de Cannes 2017, pour la présentation de Mise à mort du cerf sacré.

L'année 2017 marque le retour de Nicole Kidman. L'actrice est nommée pour la quatrième fois à l'Oscar, cette fois dans la catégorie meilleure actrice dans un second rôle, pour sa performance dans le film Lion de Garth Davis.
C'est l'histoire vraie d'un enfant indien. Un couple d'Australiens l'adopte et, avec l'aide de Google Earth, tente de localiser son village natal et sa famille, en s'appuyant sur quelques bribes de souvenirs d'enfance. Nicole Kidman accepte le rôle en raison des similitudes avec sa propre vie :

« C'est l'histoire vraie d'une femme qui aurait pu avoir des enfants mais qui a choisi d'en adopter car elle portait en elle une idée encore plus grande de la maternité, l'histoire d'un amour totalement inconditionnel. Ensuite, il y a beaucoup de points d'ancrage entre elle et moi. Déjà, c'est une Australienne. Et comme elle, je suis la mère adoptive de deux enfants. Pour le film, je me suis transformée physiquement — j'adore les métamorphoses. Voilà en quoi réside notre travail. Être actrice, c'est se mettre au service d'un film, quitte à y sacrifier quelque chose — son mystère ou sa beauté supposée, c'est un devoir. »

Le film est chaleureusement accueilli par la presse et rencontre un succès commercial. La prestation de Nicole Kidman est saluée. Chicago Sun-Times écrit : l'actrice délivre « une performance puissante et émouvante. C'est à la hauteur que tout ce qu'elle a fait dans la dernière décennie ».
Nicole Kidman tient ensuite l'un des rôles principaux de la série Big Little Lies, aux côtés de Reese Witherspoon, Shailene Woodley et Laura Dern. Avec Reese Witherspoon, l'actrice est à l'origine de cette adaptation du roman Petits secrets, grands mensonges de Liane Moriarty, et en sera productrice exécutive.
La série comporte quatorze épisodes. L'intrigue se concentre sur trois mères de familles : leurs vies, en apparence parfaites, sont bouleversées par un meurtre. Nicole Kidman y incarne Celeste Wright, une femme enfermée dans une relation abusive, victime de violences physiques et psychologiques de son mari. L'actrice s'immerge dans son rôle et ressort marquée par les scènes de violence :

« Je me souviens avoir été étendue sur le sol dans le dernier épisode, en sous-vêtements, et j'avais été particulièrement maltraitée. Je suis juste restée sur le sol, je ne pouvais pas me lever, je ne voulais pas me lever. Je me souviens que le réalisateur est venu et m'a couverte d'une serviette entre les prises. Je me sentais complètement humiliée et dévastée. Et en colère à l'intérieur. »

Réalisé par Jean-Marc Vallée, Big Little Lies est loué par la critique et sa diffusion est un succès, sur la chaîne HBO et dans le monde. Nicole Kidman remporte deux Primetime Emmy Awards : celui de la meilleure mini-série ou du meilleur téléfilm et celui de la meilleure actrice dans une mini-série ou un téléfilm. A la remise de ce prix, l'actrice dénonce les violences domestiques, elle les qualifie de « maladie compliquée, insidieuse, qui existe bien plus souvent que ce que nous voulons nous avouer. Elle est remplie de honte et empreinte de secret ».
Elle est également récompensée par un Golden Globe (le quatrième de sa carrière), celui de la meilleure actrice dans une mini-série ou un téléfilm. En recevant cette distinction, Kidman célèbre la « puissance des femmes » et déclare : « Je suis persuadée et j'espère vraiment que nous pouvons provoquer des changements grâce aux histoires que nous racontons et à la façon dont nous les racontons. »
La même année, Nicole Kidman présente quatre œuvres lors du 70e Festival de Cannes : deux films en compétition (Mise à mort du cerf sacré et Les Proies), un film hors-compétition (How to Talk to Girls at Parties), ainsi que la série Top of the Lake: China Girl, présentée en séance spéciale.
Le soir du palmarès, le jury présidé par Pedro Almodóvar lui attribue le Prix anniversaire du Festival de Cannes. Dans Mise à mort du cerf sacré, sous la direction de Yórgos Lánthimos, l'actrice incarne la femme d'un chirurgien,(Colin Farrell), qui prend sous son aile un adolescent perturbé et se trouve amené à un impensable sacrifice.
Kidman juge le film « profondément dérangeant ». Le tournage s'est révélé être une « expérience vraiment éprouvante ». Elle lui permet de travailler avec un cinéaste qui, selon elle, n'a « pas peur de repousser les limites, de défricher des territoires interdits ». L'actrice reçoit des critiques positives. Vanity Fair loue cette « tragédie grecque d'une violence inouïe où chaque plan provoque un vertige » : Nicole Kidman « prouve une nouvelle fois que la déesse du malaise et de la stupéfaction, c'est elle. Comme une couronne posée sur son grand front de biche ».
L'actrice retrouve Colin Farrell dans Les Proies de Sofia Coppola. C'est la seconde adaptation éponyme du roman de Thomas P. Cullinan. Kidman joue une directrice d'un pensionnat pour jeunes filles durant la Guerre de Sécession. La prestation de Nicole Kidman est jugée « magistrale » et « remarquable ». Le film est bien reçu. Numéro voit dans Les Proies un « film aussi sensible et fascinant que les précédentes œuvres de cette cinéaste d'exception ».
L'actrice retrouve le réalisateur de Rabbit Hole, David Cameron Mitchell, pour la comédie de science-fiction How to Talk to Girls at Parties. Elle interprète une extraterrestre punk.
Elle tient des seconds rôles, d'abord dans la série Top of the Lake: China Girl, ses retrouvailles avec Jane Campion, plus de vingt ans après Portrait de femme, ensuite dans la comédie The Upside, remake du film français Intouchables, qu'elle accepte pour jouer avec Bryan Cranston.

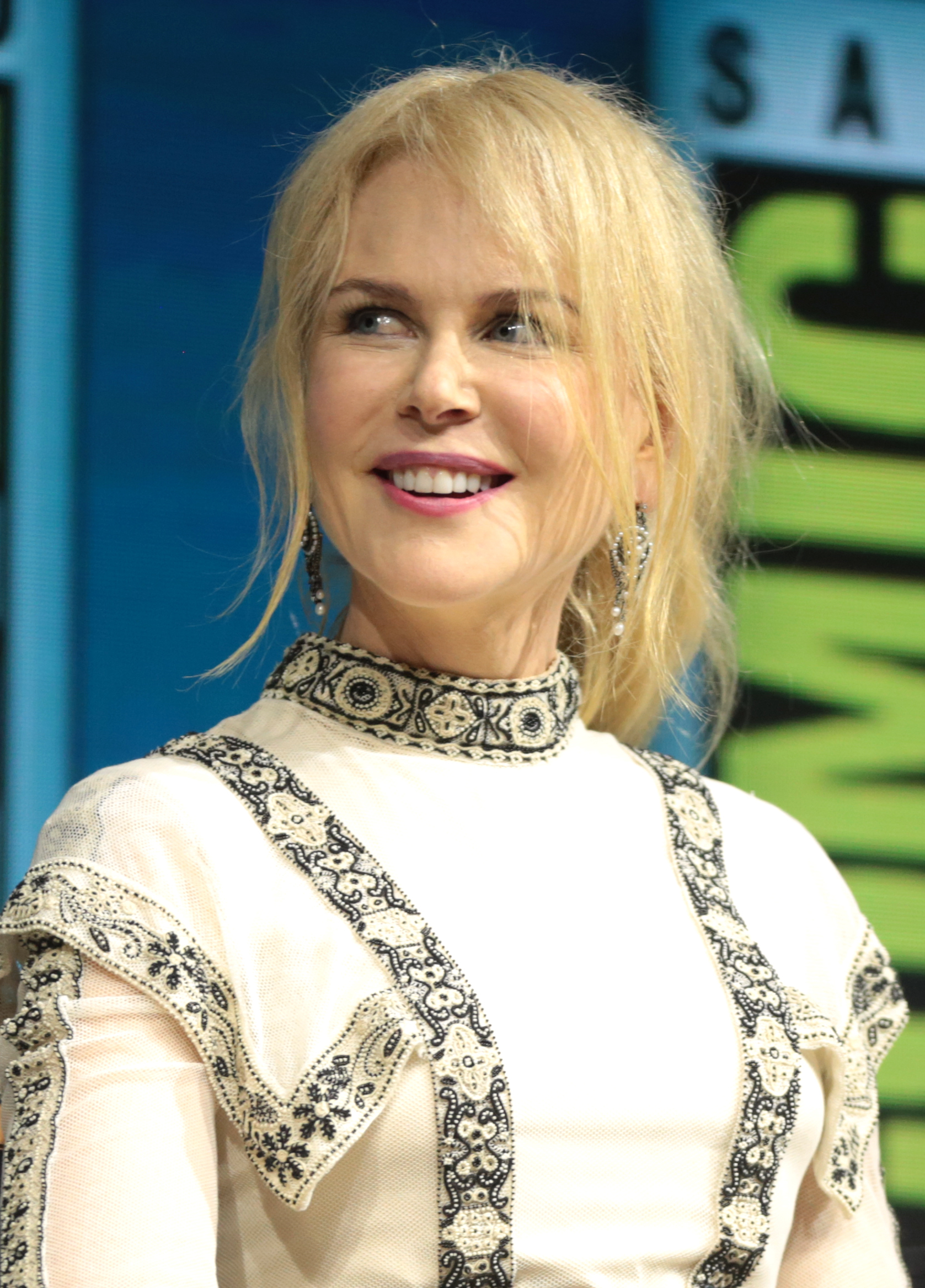
Nicole Kidman au Comic-Con en 2018 pour la promotion dAquaman.

En 2018, Nicole Kidman joue une détective à la dérive, hantée par son passé, dans le thriller de Karyn Kusama, Destroyer. C'est l'occasion d'une nouvelle métamorphose : « Ce personnage est très éloigné de ce que je suis, c'était donc très attrayant d'explorer des territoires où je ne suis jamais allée. Je cherche toujours des personnages et des histoires qui sont émotionnellement pertinents. »
Elle est adepte de la méthode de l'Actors Studio : utiliser cette méthode pour substituer le personnage à sa propre personnalité, ne pas jouer mais entrer dans une vérité imaginaire. Le tournage s'avère difficile pour Nicole Kidman et sa famille, l'actrice ne quitte son personnage qu'à la fin des prises de vues.
Les critiques sont élogieuses. Variety estime que rien de ce qu'elle a fait dans sa carrière auparavant ne peut préparer le spectateur à Destroyer. Le film fait écho aux thrillers américains des années 1970. La presse américaine compare le rôle de l'actrice aux anti-héros joués par Clint Eastwood et Al Pacino et estime qu'avec Destroyer ce genre de personnage se conjugue pour la première fois au féminin,. Nicole Kidman reçoit une nouvelle nomination aux Golden Globes, dans la catégorie meilleure actrice dans un film dramatique.
(Un temps, elle fut annoncée dans le drame d'époque The Dig de Simon Stone avec Ralph Fiennes. Elle devait y jouer une veuve qui participe malgré elle à des fouilles archéologiques qui bouleversent sa vie. Son planning l'a forcé à annuler sa participation.
Elle s'illustre ensuite dans Boy Erased. C'est l'histoire vraie de Garrard Conley qui, à dix-neuf ans, s'est vu contraint de suivre une thérapie de conversion censée le rendre hétérosexuel.
La même année, l'actrice retrouve l'univers DC Comics, en intégrant l'univers cinématographique DC. Elle avait dû refuser un rôle dans Wonder Woman afin de se consacrer pleinement à la série Big Little Lies. Elle accepte de jouer la reine Atlanna dans Aquaman, réalisé par James Wan avec qui elle voulait travailler depuis longtemps.
Le film est un succès, dépasse les prédictions du studio, amasse plus d'un milliard de dollars, est acclamé par la critique pour ses effets spéciaux, le jeu de ses acteurs et son ambition,,.

### Icône du petit écran (2019-2021)
Après le succès de la mini-série Big Little Lies , la chaîne HBO produit une seconde saison. Nicole Kidman y reprend le rôle de Celeste Wright, toujours aux côtés de Reese Witherspoon, Shailene Woodley, Zoe Kravitz et Laura Dern. Meryl Streep rejoint le casting, sans lire le scénario, dans le rôle de la belle-mère de Kidman. Les salaires respectifs de Kidman et Witherspoon, co-productrices de la série à égalité, passent de 250 000–350 000 à un million de dollars par épisode.
Diffusée en 2019, cette seconde saison, bien reçue, déçoit un peu en comparaison de la première. Son succès d'audience est gâché par la polémique sur les coulisses dévoilée pendant sa diffusion.
Un article d'Indiewire affirme que la réalisatrice Andrea Arnold aurait perdu le contrôle créatif du projet. Ses images auraient été remontées en post-production par Jean-Marc Vallée, réalisateur de la première saison et producteur délégué sur la seconde.
Nicole Kidman et Reese Witherspoon déclare que « dans nos esprits, il n'y a pas de controverse » et jugent « qu'il y a eu beaucoup de fausses informations et de sources non vérifiées dans cette histoire ». Elles  défendent la réalisatrice. Selon Nicole Kidman, Andrea Arnold a fait « un beau travail. Il y a un même vocabulaire cinématographique, mais les performances sont exploitées différemment et ça se sent ».
À partir de l'année 2019, l'actrice australienne se fait rare. Elle est une des têtes d'affiche du thriller Scandale, aux côtés de Charlize Theron et Margot Robbie. Le film raconte les expériences de plusieurs membres du personnel féminin de Fox News, et leurs altercations avec le fondateur de la chaîne, Roger Ailes. Elle y incarne Gretchen Carlson, une journaliste de télévision,.
Elle tient un rôle mineur dans l'adaptation cinématographique du roman à succès Le Chardonneret aux côtés de Ansel Elgort et Sarah Paulson.
Son nom est un temps évoqué pour la baronne Von Hellman dans le film dramatique en prise de vues réelles adapté des 101 Dalmatiens : Cruella, du réalisateur australien Craig Gillespie avec Emma Stone en tête d'affiche. L'actrice refuse le rôle pour des raisons inconnues. Il est offert à Emma Thompson, autre actrice spécialisée dans l'univers Disney.
Elle est annoncée dans la comédie musicale The Prom, sa troisième incursion dans ce genre. Le film, produit par Netflix, la montre aux côtés de la chanteuse Ariana DeBose (dont c'est le premier grand rôle au cinéma), James Corden, mais aussi l'actrice oscarisée Meryl Streep. Vers la fin de l'année, toutes deux sont nommées aux Golden Globes, en tant que meilleure actrice dans un second rôle dans une série, une mini-série ou un téléfilm pour Streep, et à ceux de meilleure série et meilleure actrice dans une série dramatique pour Kidman.
Elle est annoncée dans The Northman de Robert Eggers, collaborant à nouveau avec Alexander Skarsgård, (déjà son mari dans la première saison de Big Little Lies), mais aussi avec le frère de ce dernier, Bill Skarsgård, Anya Taylor-Joy et avec Willem Dafoe.
La même année, elle tourne dans la mini-série The Undoing, aux côtés de Hugh Grant, diffusée en France au mois d'octobre 2020 sur OCS. Elle y incarne la femme d'un oncologue en plein tourment quand son mari est accusé de meurtre. L'actrice coproduit la fiction avec sa société Blossom Films et réinterpréte la chanson Dream a Little Dream of Me popularisée par la chanteuse Doris Day dans les années 1960.
The Undoing est bien accueilli par la critique. En France, Télérama trouve que la série « se révèle aussi élégante que haletante », Le Figaro pense que cette fiction « est le thriller psychologique le plus sombre, le plus chic, le plus new-yorkais et le plus intelligent de ces dernières années. » Elle est à nouveau nommée aux Goldens Globes dans la catégorie meilleure actrice dans une mini-série ou un téléfilm et au Satellite Award de la meilleure actrice dans une mini-série ou un téléfilm, Ces prix échoient finalement, le premier à l'actrice Anya Taylor-Joy pour son rôle dans Le Jeu de la Dame, et le second à Cate Blanchett pour la mini-série historique Mrs. America.
Elle fait part de son envie de signer pour une troisième saison de la série Big Little Lies (au départ, elle n'y était pas favorable). Selon elle, le scénariste David E. Kelley et l'écrivaine Liane Moriarty ont une idée pour développer à nouveau l'arc narratif des personnages.
Elle est annoncée dans le drame français Revoir Paris, quatrième long métrage de la réalisatrice Alice Winocour. Cependant, elle devra décliner le rôle et est remplacée par l'actrice belge Virginie Efira.
Elle confirme sa présence dans une suite d'Aquaman et retrouve le scénariste David E. Kelley pour une nouvelle mini-série intitulée Nine Perfect Strangers, commandée pour la plateforme Hulu en association avec Amazon Prime. Dans cette fiction inspirée d'un roman de Liane Moriarty, Nicole Kidman y interprète Masha, une gourou du bien-être aux méthodes troubles. L'actrice est entourée d'une distribution de choix : Melissa McCarthy, Samara Weaving, Luke Evans, Bobby Cannavale et Michael Shannon (elle a failli annuler le tournage),.
Durant la promotion de la mini-série, en juillet 2021, l'actrice s'exprime sur un des buts de la série : « Une partie de ma mission est de donner des chances aux créatifs, en particulier aux femmes, qui n'en ont pas vraiment eu l'occasion ; c'est mon plus grand frisson. ».
Elle confie aussi en interview que l'autrice du roman s'est inspirée d'elle-même pour créer le personnage de Masha, fondatrice du centre de remise en forme Tranquillum House. Nicole Kidman considère que ce personnage est l'un des plus complexes qu'elle ait eu à jouer : « J'aime ce personnage qui semble être malveillante [sic] et qui est en réalité l'opposé. Cette dualité se retrouvait dans chacun des patients et soignants de Tranquillum House. C'était passionnant en tant qu'acteur et producteur de plonger dans cet univers et de constituer une troupe pour habiter ces rôles : une romancière ménopausée lâchée par son éditeur qui pense que sa vie est finie, une femme divorcée qui se sent abandonnée par ses enfants. Même si certains prétendent avoir été forcés contre leur gré à Tranquillum House, ils ont quand même signé. » Ses deux précédentes séries avait conquis le public ; celle-ci est moins bien accueillie. Beaucoup la trouve artificielle, et mal jouée,.

### L'actrice à succès (depuis 2022)
Au début des années 2020, Nicole Kidman est la vedette de plusieurs productions télévisées et cinématographiques. Elle renoue avec le film biographique, Being the Ricardos, mis en scène par le scénariste et réalisateur Aaron Sorkin. Le long-métrage relate les dernières années du mariage des humoristes Lucille Ball et Desi Arnaz, et les engagements politiques de Lucille Ball sur fond de tournage. Commencé durant la dernière décennie, le scénario de Being the Ricardos est resté dans plusieurs tiroirs de studios hollywoodiens, avant qu'Aaron Sorkin ne s'y intéresse. La production se complique après le départ de Cate Blanchett, choix initial du réalisateur pour le rôle de Lucille Ball. Le choix de la comédienne australienne pour la remplacer suscite de vives critiques aux États-Unis. Nicole Kidman s'investit pleinement dans le rôle, travaillant la diction de son personnage et le maquillage. Being the Ricardos sort en vidéo à la demande sur la plateforme Amazon Prime en décembre 2021. La comédienne australienne remporte le 6e Golden Globe de sa carrière. Elle ne peut le récupérer elle-même à cause du coronavirus et décroche une nouvelle nomination à l'Oscar de la meilleure actrice.
Elle revient à un cinéma grand public avec la superproduction, The Northman. Le film retrace l'histoire d'un viking qui souhaite venger le décès de ses parents — une histoire vraie qui inspira la pièce mythique Hamlet. Elle y incarne la mère d'Alexander Skarsgård et partage des scènes avec Anya Taylor-Joy et la chanteuse islandaise Björk. Doté d'un important budget tournant autour des 90 millions de dollars[réf. nécessaire], The Northman peine à trouver son public. Les critiques sont sanglantes et, commercialement, le film ne répondra pas aux attentes des producteurs  lors des projections pas plus que lors de sa sortie en format DVD.
Coté télévision, Nicole Kidman est présente dans un épisode d'une nouvelle série nommée Roar, diffusée sur la plateforme Apple TV . Elle interprète une femme à la dérive, qui sombre peu à peu dans la paranoïa et la mégalomanie. Elle y occupe le poste de « productrice exécutive ». Dans la distribution sont présentes Alison Brie, Merritt Wever et Cynthia Erivo.
Lors du 75e festival de Cannes, Baz Luhrmann, le réalisateur de ses débuts, confie travailler sur une nouvelle mouture de son film de 2008 Australia, en format mini-série, étiquetée Disney, sous le nom de Farhway Downs. Nicole Kidman reprend son rôle de Lady Sarah Ashley. Le réalisateur n'envisage pas de refaire un tournage, il s'agit simplement d'une version longue. La version sérielle est distribuée par Disney+. L'actrice se montre enthousiaste et confirme que pas mal d'éléments ont été occultés lors du montage final. Baz Lurhmann justifie ce director's cut par le fait qu'à la sortie du film, on l'« a privé de sa propre version » et qu'il y a un gros trou narratif dans le récit.
Nicole Kidman fait un retour comme chanteuse avec la chanson Say Something en duo avec l'acteur Luke Evans, sur son second album A Song for You. L'artiste explique qu'il a toujours eu envie d'un duo avec l'actrice australienne depuis Moulin Rouge et qu'il ne pensait pas qu'elle accepterait.
Elle s'initie à l'univers du doublage avec le film d'animation musical Spellbound (en), produit et distribué par Sony Pictures Entertainment. Elle y retrouve Javier Bardem et a pour co-star la jeune Rachel Zegler. Ce film est sa première collaboration avec le compositeur américain multirécompensé Alan Menken. Compositeur attitré des studios Disney depuis les années 80, il a signé les bandes-originales des films Il était une fois (2007), La Petite Sirène (1989) ou encore Raiponce(2010).
Elle est annoncée au casting de la comédie romantique Les Dessous de la famille (A Family Affair), réalisée par Richard LaGravenese et produite par la plateforme Netflix avec pour co-star Zac Efron et Joey King. Ce film est sa seconde collaboration avec l'acteur et mannequin Zac Efron. Elle lui avait donné la réplique dix ans avant dans Paperboy. Le film est un échec critique.
Nicole Kidman renoue avec le thriller dans la série The Perfect Couple toujours pour Netflix. Elle y tient le rôle d'une mère prête à tout pour organiser le plus beau mariage pour son fils. Elle y donne la réplique à l'actrice française Isabelle Adjani.
Au même moment, sa série Nine Perfect Strangers se trouve renouvelée pour une seconde saison par les dirigeants d'Amazon Studios. Elle reprend son rôle de la trouble guérisseuse Masha. Elle donne la réplique à Liv Ullmann, l'actrice philippine Dolly de Leon et Murray Bartlett. Elle interprète une commandante de la marine dans la mini-série Opérations Spéciales : Lioness, aux côtés de Zoe Saldaña et Morgan Freeman, pour la plateforme américaine Paramount+. La série reçoit de bonnes critiques du public et de la presse nationale et étrangère. On la retrouve dans une autre mini-série Les Expatriés.  En avril 2024, Nicole Kidman remporte un award aux AFI Life Achievement Award pour sa contribution au cinéma américain.
En septembre 2024, elle présente à la Mostra de Venise, le film Babygirl dans lequel elle interprète un PDG qui débute une relation amoureuse torride avec un stagiaire beaucoup plus jeune qu'elle, joué par Harris Dickinson. Ce long-métrage signe son grand retour au cinéma après plusieurs collaborations pour la télévision ou le streaming. Elle remporte la Coupe Volpi de la meilleure interprétation féminine.
Après avoir eu une année chargée en 2024, trois séries télévisées et trois films, l'actrice américaine annonce ses plans de prendre un peu de repos durant l'année 2025. 

## Vie privée

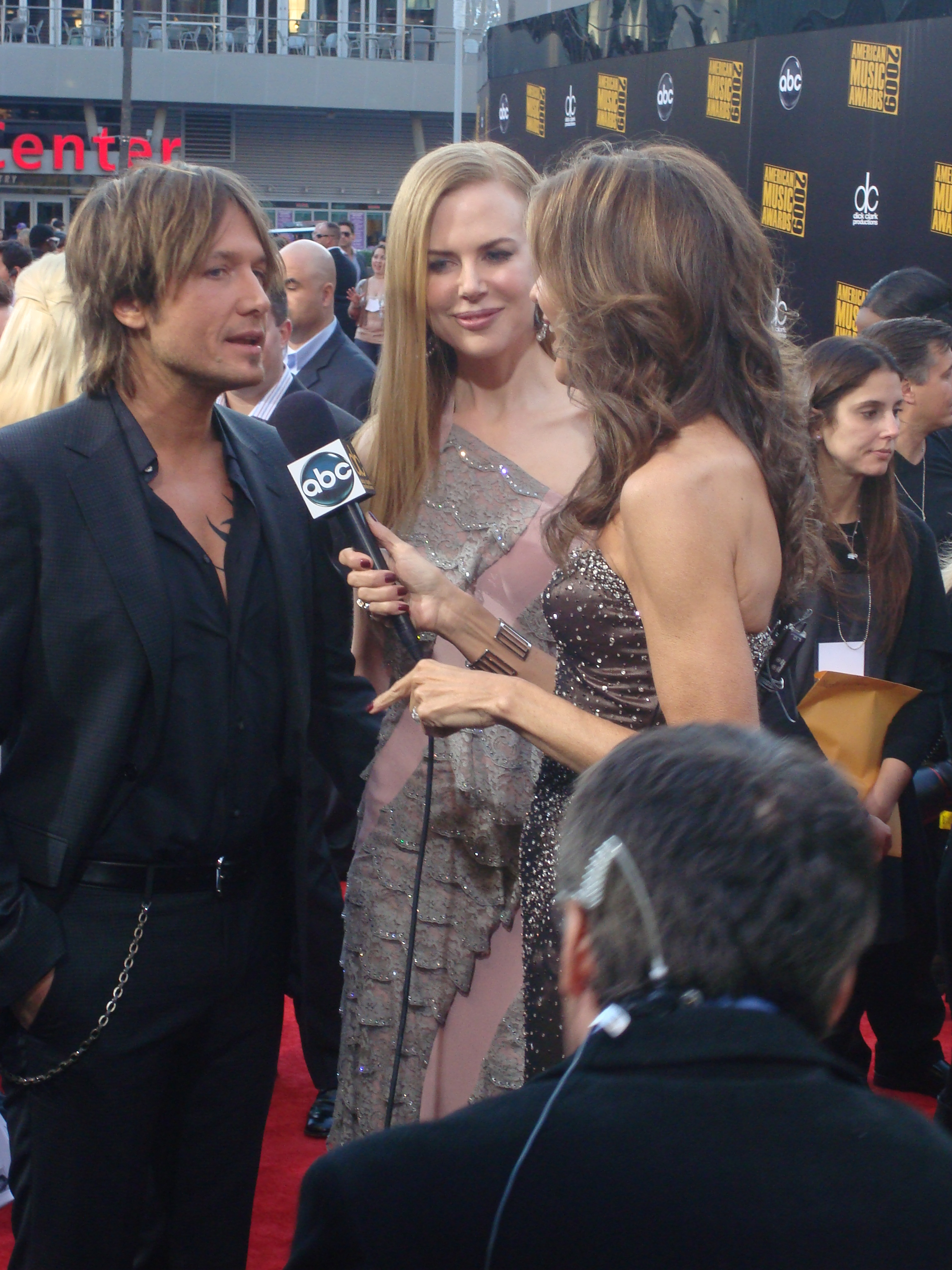
Nicole Kidman avec son second et actuel mari, Keith Urban, aux American Music Awards 2009.

Le 24 décembre 1990, Nicole Kidman se marie avec l'acteur américain Tom Cruise, son partenaire dans le film Jours de tonnerre. Ils adoptent une petite fille, Isabella, née le 22 décembre 1992, puis un garçon, Connor, né le 17 janvier 1995.
Leur séparation est révélée en février 2001 et le divorce, demandé par Tom Cruise pour « différends irréconciliables », est prononcé le 8 août de la même année. La presse évoque une incompatibilité d'ordre religieux. Nicole Kidman souhaite voir leurs enfants élevés dans la tradition catholique, Tom Cruise suivant les préceptes de l'Église de scientologie, dont il est un fervent défenseur. Nicole Kidman est choquée par le départ de son mari. Elle se concentre sur sa carrière et enchaîne les films.
Elle reçoit son Oscar en 2003 pour son rôle dans The Hours. Elle est au sommet de sa carrière et de sa popularité. En privé, elle lutte contre la dépression. Lors du sommet Women In the World, à Londres en 2005, Nicole Kidman déclare : « J'étais assise dans le salon du Beverly Hills Hotel avec cette statuette dorée à la main. C'était extraordinaire et pourtant je me sentais plus seule que jamais. Pour être vraiment honnête, je fuyais ma vie à ce moment-là. Je n'étais pas capable de faire face à la réalité de ma vie. »
En 2015, Marty Rathbun, ancien scientologue, déclare dans le documentaire Going Clear, avoir été chargé par la scientologie de faciliter la séparation entre les deux acteurs. Depuis le début de leur relation, Nicole Kidman est vue comme une « source potentielle de problème » par la secte en raison de sa religion catholique et du fait que son père soit psychologue, discipline à laquelle s'oppose la scientologie. Toujours d'après Marty Rathbun, Nicole Kidman réussit à convaincre son mari de s'éloigner de la secte pendant le tournage d'Eyes Wide Shut. La scientologie décide alors de mener une « campagne agressive » contre Kidman pour mettre fin à son mariage, engage un détective privé pour la suivre et fait mettre son téléphone sur écoute. Marty Rathbun estime également qu'après avoir convaincu Tom Cruise de divorcer, la scientologie aurait réussi à retourner les deux enfants adoptés du couple contre leur mère. Nicole Kidman ne s'est jamais exprimée publiquement sur la scientologie par respect pour ses enfants.
En janvier 2005, Nicole Kidman rencontre le chanteur et guitariste de country australien, Keith Urban, au G'Day USA, un événement en l'honneur des Australiens. Leur relation débute six mois plus tard, le couple se marie le 25 juin 2006 dans une chapelle de Manly, la Cardinal Cerretti Memorial Chapel, à Sydney. En 2015, Nicole Kidman déclare : « On ne savait pas grand-chose l'un de l'autre. On a appris à se connaître pendant notre mariage. » Elle considère Urban comme étant « l'amour de sa vie ». Elle donne naissance à une fille, Sunday, à Nashville, le 7 juillet 2008. Le couple annonce en février 2011 la naissance de leur deuxième fille, Faith, née le 28 décembre 2010 à Nashville, d'une mère porteuse. Nicole Kidman et Keith Urban résident principalement à Nashville et possèdent une propriété à Sydney.
En novembre 2017, elle fait partie, avec son mari Keith Urban, des nombreuses personnalités citées dans les Paradise Papers.

## Popularité

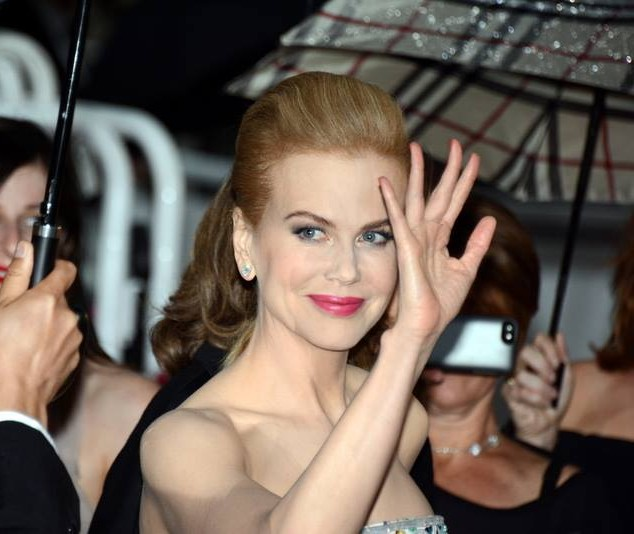
Nicole Kidman au Festival de Cannes 2013.

Nicole Kidman est dans le monde des médias depuis le début des années 1990. Son mariage avec Tom Cruise est l'un des événements « people » les plus médiatisés au monde. Son agent la prévient du risque de cette relation si elle veut imposer sa propre identité d'actrice : « Si tu deviens Madame Cruise aux yeux des critiques, ta carrière est morte. » Avec Prête à tout (1995), son talent est reconnu, Janet Maslin, dans le The New York Times, écrit : « Avec ce film, Kidman s'est réinventée miraculeusement ». Sa carrière décolle l'année de son divorce ; sa prestation dans Moulin Rouge (2001) fait d'elle une star.
Le critique Roger Ebert distingue « deux Kidman » : « la star glamour de Moulin Rouge et Nine, et l'actrice aux choix risqués et audacieux de Birth, The Hours et Eyes Wide Shut ». Ebert estime : « la célébrité a assombri son image ; si elle était moins glamour, elle serait plus encensée. L'âge sera pour elle un véritable atout ». L'année 2017 est un tournant dans sa carrière. Le succès critique et public de Big Little Lies amène plusieurs journaux à s'interroger : pourquoi tant de difficultés, tout au long de sa carrière, à être prise au sérieux, devant son talent et sa capacité à se réinventer,,,.
The Washington Post estime qu'elle appartient au « panthéon des grandes actrices » et conclut : « Son génie est tout aussi stratégique que technique, dans la façon dont elle met à profit sa célébrité, avec goût et sophistication. Grâce à ses dons techniques et physiques surnaturels, elle aurait pu facilement somnoler au cours des trente dernières années. Au lieu de cela, elle a choisi de garder les yeux grands ouverts. »
Sa carrière peut être analysée à travers certains thèmes récurrents : « une œuvre qui est la sienne, traverse celles de tous les cinéastes qui l'ont dirigée, et constitue un texte propre, extrêmement articulé ». Un premier thème est celui de la femme vue comme une sorcière, en rapport avec le mythe de la femme au foyer parfaite. Prête à tout a des allures de conte de fée, et la psychopathe qu'elle incarne envoûte un adolescent pour lui faire tuer son mari, avant de finir dans un lac glacé, « cercueil de glace qui n'est pas sans évoquer Blanche-Neige » ; dans Les Ensorceleuses, elle incarne une sorcière responsable de la mort de plusieurs hommes ; dans À la croisée des mondes : La Boussole d'or elle est une « magicienne maléfique », dans Ma sorcière bien-aimée, elle est une sorcière qui essaye de rester une femme au foyer aussi ordinaire que possible à la demande de son mari. Enfin dans Les Autres, elle est une mère de famille qui se révèle infanticide et déjà morte. « Peu d'actrices ont à ce point réfléchi sur l'identité féminine comme pure construction fabuleuse [...], monstrueuse dans son obsession de se conformer à une norme, puis aux confins de la criminalité et de la folie, lorsqu'elle sort des gonds de cette norme. »

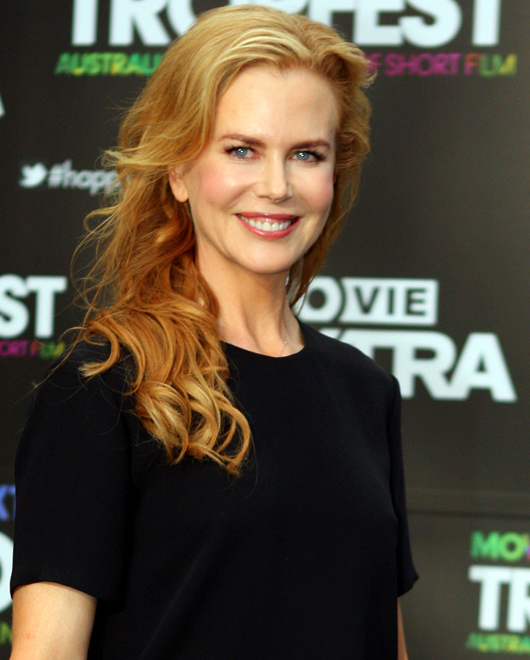
Nicole Kidman en 2012.

Kidman est aujourd'hui considérée comme une grande actrice. Elle est reconnue pour l'audace de ses choix, alternant films populaires et cinéma indépendant, qui n'hésite pas à « casser » son image de beauté froide en jouant des rôles à contre-emploi comme dans Paperboy. Sa prestation dans le film de Lee Daniels est jugée choquante et provocante, notamment à cause des scènes de sexe. En 2002, elle est désignée comme la plus belle femme du monde par le magazine People. Elle est connue pour son style, chic et sophistiqué, et se classe parmi les célébrités les mieux habillées. Dans le documentaire Lagerfeld Confidential de Rodolphe Marconi, le grand couturier Karl Lagerfeld déclare : « Nicole, c'est la star absolue ». En 2004, elle est incluse par le magazine Time dans sa liste des « 100 personnes les plus influentes dans le monde ». En 2006, The Hollywood Reporter la classe à la première place des actrices les mieux payées, (en moyenne 17 millions de dollars par film). Sa fortune personnelle est estimée en 2015 à 331 millions de dollars. En 2009, la poste nationale australienne sort un timbre à son effigie et à celle de son personnage de Satine dans Moulin Rouge !.
En 2010, à l'occasion de la sortie de Rabbit Hole, le magazine Entertainment Weekly publie « The return of Nicole Kidman's face ». L'article revient sur certaines critiques qui reprochent à l'actrice son visage devenu figé. David Edelstein, dans le magazine New York en 2008, à la sortie d'Australia, regrettait que son front soit « immobile ». Dans sa critique de Rabbit Hole, il parle de Kidman comme d'une « révélation » et se réjouit que son visage soit redevenu naturel. En 2011, Kidman déclare : « J'ai essayé le Botox. Et je n'ai pas aimé le résultat. Je n'utilise donc plus cette substance. D'ailleurs, le fait de ne plus faire d'injections sert beaucoup mieux mon jeu d'actrice. »
Kidman est l'égérie de plusieurs marques. En 2004, elle succède entre autres à Marilyn Monroe et Catherine Deneuve et devient le nouveau visage du parfum No 5 de Chanel. Retenue « pour son exceptionnelle élégance et pour sa capacité à incarner l'esprit et la modernité de la griffe », Kidman joue également dans un court-métrage promotionnel de trois minutes réalisé par Baz Luhrmann pour un cachet record de 12 millions de dollars. Cette publicité, la plus chère de l'histoire, la montre en star de cinéma oppressée et fuyant la célébrité : budget de 47 millions de dollars, entièrement financé par Chanel.
En 2005, Kidman devient l'ambassadrice d'Omega. Elle participe à des événements organisés par la marque d'horlogerie suisse.
En 2007, Kidman accepte de jouer des spots publicitaires pour Nintendo, visant à promouvoir le jeu vidéo Programme d'entraînement cérébral avancé du Dr Kawashima : Quel âge a votre cerveau ?. Elle est choisie par la marque pour « son immense popularité auprès d'un large public mais aussi pour son image de femme intelligente, pleine de vie et sincère ». En 2009, Kidman devient l'égérie de la marque de boisson Schweppes. La campagne de publicité est axée sur le thème de la séduction et la sensualité. Le réalisateur Shekhar Kapur dirige Kidman dans un clip : on la voit délaisser son compagnon, s'enfermer dans sa chambre d'hôtel, boire du Schweppes, et prononcer le slogan devenu culte : « What did you expect? » (« À quoi vous attendiez-vous ? »).

## Humanitaire
Nicole Kidman met sa notoriété au service de diverses causes humanitaires. Elle devient ambassadrice de bonne volonté pour l'Unicef en 1994 et s'attache à mettre en lumière la condition des enfants défavorisés. En 2006, elle est nommée ambassadrice pour l'UNIFEM (Fonds de développement des Nations unies pour la femme) et consacre ses efforts à la sensibilisation de l'atteinte aux droits fondamentaux des femmes. Dans le cadre de ses fonctions, Kidman effectue de nombreux déplacements, notamment au Kosovo en 2006, pour rencontrer des victimes de violences sexuelles et faire entendre leur témoignage. En 2007, elle devient porte-parole internationale de l'initiative « Dites NON – Tous UNIS pour mettre fin à la violence contre les femmes ». La campagne recueille plus de cinq millions de signatures. Elle réclame des gouvernements qu'ils mettent en œuvre des mesures de protection des femmes.
En 2009, elle apparaît devant le Comité des affaires étrangères du Sénat des États-Unis afin de faire adopter l'International Violence Against Women Act (IVAWA). L'objectif de cette législation est d'influencer la politique étrangère des États-Unis vis-à-vis des pays où les droits des femmes ne sont pas respectés. Kidman évoque alors les viols systématiques dans les conflits ethniques, les mariages forcés à un très jeune âge, ainsi que la violence au foyer, et déclare : « La violence contre les femmes et les filles est peut-être l'une des violations des droits de l'homme les plus répandues dans le monde. Elle ne connaît ni frontière, ni race, ni classe. Je suis loin d'être une experte mais je me fie aux gens que j'ai rencontrés pour faire avancer cette cause ».
En 2010, un séisme dévastateur frappe Haïti. Kidman, avec Keith Urban, finance la construction d'une école à Port-au-Prince pour les enfants haïtiens. En juillet de la même année, elle effectue un voyage humanitaire en Haïti afin d'apporter son soutien à la population. Elle témoigne. :

« Pendant ce voyage, j'ai vu de mes propres yeux à quel point ce désastre humanitaire affectait les femmes et les filles du pays. Le manque d'abris et de sécurité les rend plus vulnérables à la violence, en particulier les violences sexuelles. Malgré tout, j'ai tout de même remarqué la détermination et la résilience des hommes et des femmes d'Haïti pour reconstruire leur pays. J'ai visité un abri pour femmes et filles qui ont été victimes de violences sexuelles, où d'autres femmes se battent pour être sûres qu'elles aient un suivi médical et légal, du conseil. Mais cela doit être élargi et elles ont besoin de notre aide. »

En 2004, elle est récipiendaire du Citizen of the World Award, attribué par l'United Nations Correspondents Association. En 2012, elle se voit décerner le Prix de l'aide humanitaire de la Kuwait-America Foundation et, en 2013, la Cinema for Peace Foundation lui attribue un prix spécial honorifique pour le travail qu'elle a réalisé au nom des femmes dans le monde.

## Théâtre
- 1998 : The Blue Room, pièce de David Hare, mise en scène par Sam Mendes, jouée au Donmar Warehouse, Londres
- 2015 : Photograph 51, pièce de Anna Ziegler, mise en scène par Michael Grandage, jouée au Noël Coward Theater, à Londres : Rosalind Franklin

## Filmographie

### Actrice

#### Cinéma

##### Années 1980
- 1983 : Bush Christmas (en) de Henri Safran : Helen
- 1983 : Le Gang des BMX (BMX Bandits) de Brian Trenchard-Smith : Judy
- 1985 : Wills and Burke (en) de Bob Weis : Julia Matthews
- 1986 : Miss Jade (en) (Windrider) de Vincent Monton : Jade
- 1987 : The Bit Part (en) de Brendan Maher : Mary McAllister
- 1989 : Emerald City (en) de Michael Jenkins : Helen
- 1989 : Calme blanc (Dead Calm) de Phillip Noyce : Rae Ingram

##### Années 1990
- 1990 : Jours de tonnerre (Days of Thunder) de Tony Scott : Dr Claire Lewicki
- 1991 : Flirting de John Duigan : Nicola
- 1991 : Billy Bathgate de Robert Benton : Drew Preston
- 1992 : Horizons lointains (Far and Away) de Ron Howard : Shannon Christie
- 1993 : Malice de Harold Becker : Tracy Kennsinger
- 1993 : My Life de Bruce Joel Rubin : Gail Jones
- 1995 : Prête à tout (To Die For) de Gus Van Sant : Suzanne Stone Maretto
- 1995 : Batman Forever de Joel Schumacher : Dr Chase Meridian
- 1996 : Portrait de femme (The Portrait of A Lady) de Jane Campion : Isabel Archer
- 1996 : The Leading Man de John Duigan : Présentatrice aux Oscars
- 1997 : Le Pacificateur (The Peacemaker) de Mimi Leder : Dr Julia Kelly
- 1998 : Les Ensorceleuses (Practical Magic) de Griffin Dunne : Gillian Owens
- 1999 : Eyes Wide Shut de Stanley Kubrick : Alice Harford

##### Années 2000
- 2001 : Moulin Rouge de Baz Luhrmann : Satine
- 2001 : Les Autres (The Others) de Alejandro Amenábar : Grace Stewart
- 2001 : Nadia (Birthday Girl) de Jez Butterworth : Sophia, alias Nadia
- 2002 : Panic Room de David Fincher : La petite amie de Stephen au téléphone (non créditée)
- 2002 : The Hours de Stephen Daldry : Virginia Woolf
- 2003 : Dogville de Lars von Trier : Grace Margaret Mulligan
- 2003 : La Couleur du mensonge (The Human Stain) de Robert Benton : Faunia Farley
- 2003 : Retour à Cold Mountain (Cold Mountain) de Anthony Minghella : Ada Monroe
- 2004 : Et l'homme créa la femme (The Stepford Wives) de Frank Oz : Joanna Eberhart
- 2004 : Birth de Jonathan Glazer : Anna
- 2005 : L'Interprète (The Interpreter) de Sydney Pollack : Silvia Broom
- 2005 : Ma sorcière bien-aimée (Bewitched) de Nora Ephron : Isabel Bigelow/Samantha
- 2006 : Fur de Steven Shainberg : Diane Arbus
- 2006 : Happy Feet de George Miller : Norma Jean (voix)
- 2007 : Invasion (The Invasion) de Oliver Hirschbiegel : Carol Bennell
- 2007 : Margot va au mariage (Margot at the Wedding) de Noah Baumbach : Margot
- 2007 : À la croisée des mondes : La Boussole d'or (The Golden Compass) de Chris Weitz : Marisa Coulter
- 2008 : Australia de Baz Luhrmann : Lady Sarah Ashley
- 2009 : Nine de Rob Marshall : Claudia Jenssen

##### Années 2010
- 2010 : Rabbit Hole de John Cameron Mitchell : Becca Corbett
- 2011 : Le Mytho (Just Go with It) de Dennis Dugan : Devlin Adams
- 2011 : Effraction (Trespass) de Joel Schumacher : Sarah Miller
- 2012 : Paperboy (The Paperboy) de Lee Daniels : Charlotte Bless
- 2013 : Stoker de Park Chan-wook : Evelyn Stocker
- 2013 : Les Voies du destin (The Railway Man) de Jonathan Teplitzky : Patricia
- 2014 : Grace de Monaco de Olivier Dahan : Grace Kelly
- 2014 : Avant d'aller dormir (Before I Go to Sleep) de Rowan Joffé : Christine Lucas
- 2014 : Paddington de Paul King : Millicent
- 2015 : Queen of the Desert de Werner Herzog : Gertrude Bell
- 2015 : Strangerland de Kim Farrant : Catherine Parker
- 2015 : La Famille Fang (The Family Fang) de Jason Bateman : Annie Fang
- 2016 : Aux yeux de tous (Secret In Their Eyes) de Billy Ray : Claire
- 2016 : Genius de Michael Grandage : Aline Bernstein
- 2016 : Lion de Garth Davis : Sue Brierley
- 2017 : Les Proies (The Beguiled) de Sofia Coppola : Martha Farnsworth
- 2017 : Mise à mort du cerf sacré (The Killing of a Sacred Deer) de Yórgos Lánthimos : Anna Murphy
- 2017 : How to Talk to Girls at Parties de John Cameron Mitchell : La Reine Boadicea
- 2017 : Sous un autre jour (The Upside) de Neil Burger : Yvonne Pendleton
- 2018 : Boy Erased de Joel Edgerton : Nancy Eamons
- 2018 : Aquaman de James Wan : Atlanna
- 2018 : Destroyer de Karyn Kusama : Erin Bell
- 2019 : Le Chardonneret (The Goldfinch) de John Crowley : Mrs. Barbour
- 2019 : Scandale (Bombshell) de Jay Roach : Gretchen Carlson

##### Années 2020
- 2020 : The Prom de Ryan Murphy : Angie Dickinson
- 2021 : Being the Ricardos d'Aaron Sorkin : Lucille Ball
- 2022 : The Northman de Robert Eggers : la reine Gudrun
- 2023 : Aquaman et le Royaume perdu (Aquaman and the Lost Kingdom) de James Wan : Atlanna
- 2024 : Les Dessous de la famille (A Family Affair) de Richard LaGravenese : Brooke Harwood
- 2024 : Babygirl de Halina Reijn : Romy Mathis
- 2025 : Holland de Mimi Cave : Nancy Vandergroot

#### Télévision

##### Téléfilms
- 1983 : Skin Deep de Mark Joffe et Chris Langman : Sheena Henderson
- 1983 : Chase Through the Night de Howard Rubie : Petra
- 1984 : Matthew and Son de Gary Conway : Bridget Elliot
- 1985 : Archer de Denny Lawrence : Catherine
- 1987 : Une Australienne à Rome (Un'australiana a Roma) de Sergio Martino : Jill
- 1987 : Room to Move de John Duigan : Carol Trig
- 1987 : Watch the Shadows Dance de Mark Joffe : Amy Gabriel
- 2012 : Hemingway and Gellhorn de Philip Kaufman : Martha Gellhorn
- 2014 : Hello Ladies: The Movie de Stephen Merchant : elle-même

##### Séries télévisées

###### Années 1980
- 1984 : À cœur ouvert (A Country Practice) : Simone Jenkins (saison 4, épisodes 43 et 44)
- 1985 : Diligence Express (Five Mile Creek) : Annie (13 épisodes)
- 1987 : Viêt Nam de John Duigan et Chris Noonan (mini série) : Megan Goddard
- 1989 : Bangkok Hilton de Ken Cameron (mini série) : Katrina Stanton

###### Années 2010
- 2017-2019 : Big Little Lies, créée par David E. Kelley, réalisée par Jean-Marc Vallée (saison 1) et Andrea Arnold (saison 2) : Celeste Wright
- 2017 : Top of the Lake: China Girl, créée par Jane Campion et Gerard Lee, réalisée par Jane Campion et Ariel Kleiman : Julia

###### Années 2020
- 2020 : The Undoing, créée par David E. Kelley, réalisée par Susanne Bier (mini série) : Grace Sachs
- 2021-2025 : Nine Perfect Strangers, créée par David E. Kelley, réalisée par Jonathan Levine : Masha Dmitrichenko
- 2022 : Roar de Liz Flahive et Carly Mensch : Robin
- 2023 : Faraway Downs de Baz Luhrmann (mini-série) : Lady Sarah Ashley
- 2023-2024 : Opérations Spéciales : Lioness (Special Ops: Lioness), créée par Taylor Sheridan : Kaitlyn Meade
- 2024 : Expats, créée par Lulu Wang (mini-série) : Margaret
- 2024 : Un couple parfait (The Perfect Couple), créée par Jenna Lamia, réalisée par Susanne Bier : Greer Garrison Winbury

### Productrice
- 2003 : In the Cut de Jane Campion
- 2010 : Rabbit Hole de John Cameron Mitchell
- 2011 : Bienvenue à Monte-Carlo (Monte Carlo) de Thomas Bezucha
- 2015 : La Famille Fang (The Family Fang) de Jason Bateman
- 2017-2019 : Big Little Lies de David E. Kelley (série télévisée)
- 2020 : The Undoing de David E. Kelley (mini-série télévisée)
- 2021 : Nine Perfect Strangers de David E. Kelley (série télévisée)
- 2023 : Opérations Spéciales : Lioness (Special Ops: Lioness) de Taylor Sheridan (série télévisée)
- 2024 : Un couple parfait (The Perfect Couple) de Jenna Lamia (mini-série télévisée)

## Discographies

### Bandes-originales
- 2001 : Nadia (Birthday Girl)
- 2001 : Les Autres (The Others)
- 2001 : Moulin Rouge
- 2006 : Happy Feet
- 2009 : Nine
- 2020 : The Prom
- 2020 : The Undoing

### Collaborations
- 2001 : Somethin' Stupid en duo avec Robbie Williams
- 2022 : Say Something en duo avec Luke Evans

## Distinctions
Nicole Kidman a reçu plusieurs récompenses et a été nommée pour de nombreuses autres.
Elle s'est vu remettre l'Oscar de la meilleure actrice en 2003, pour The Hours, ainsi qu'un BAFTA et un Ours d'argent.
Nommée à quinze reprises aux Golden Globes, elle en a reçu six : celui de la meilleure actrice dans un film musical ou une comédie pour Prête à tout en 1996 et Moulin Rouge en 2002, celui de la meilleure actrice dans un film dramatique pour The Hours en 2003, celui de la meilleure actrice dans une mini-série ou un téléfilm pour Big Little Lies en 2018, série qui lui a également valu le Golden Globe de la meilleure mini-série ou du meilleur téléfilm en tant que productrice, et celui de la meilleure actrice dans un film dramatique pour Being the Ricardos en 2022.
Elle a obtenu deux Emmy Awards : celui de la meilleure actrice dans une mini-série ou un téléfilm et celui de la meilleure mini-série ou du meilleur téléfilm.
Depuis le 13 janvier 2003, une étoile lui est attribuée sur le Hollywood Walk of Fame au 6800 Hollywood Boulevard. En 2017, elle reçoit le prix du 70e anniversaire du Festival de Cannes.

## Voix francophones
Avant 1999, Nicole Kidman est notamment doublée en version française par Brigitte Berges dans Room to Move, Horizons lointains, My Life et Le Pacificateur ainsi que par Stéphanie Murat dans Billy Bathgate, Prête à tout, Batman Forever et Les Ensorceleuses. Elle est doublée à deux reprises par Virginie Ledieu dans Calme blanc et Malice ainsi que par Véronique Rivière dans Une Australienne à Rome, Isabelle Ganz dans Bangkok Hilton et Anne Deleuze dans Jours de tonnerre.
Danièle Douet est sa voix dans la quasi-intégralité de ses apparitions depuis Eyes Wide Shut. Elle la double notamment dans Les Autres,The Hours, Stoker, Paddington, Big Little Lies, Top of the Lake: China Girl, Les Proies, Mise à mort du cerf sacré, Aquaman, Boy Erased, Scandale, The Undoing, Nine Perfect Strangers ou encore Being the Ricardos. Elle est remplacée à trois reprises par Juliette Degenne dans Moulin Rouge, Birth et Fur ainsi que par Delphine Moriau dans Rabbit Hole et Julie Gayet dans Grace de Monaco.
En version québécoise, Anne Bédard est la voix québécoise régulière de l'actrice. Elle la double notamment dans Malice, Ma vie, Amour et Magie, Les Autres, Les Heures, La Tâche, Retour à Cold Mountain, Fur : Un portrait imaginaire de Diane Abus, L'invasion, Nine, Genius, Lion, Mise à mort du cerf sacré, Garçon effacé, Aquaman ou encore Scandale. Aline Pinsonneault la double à deux reprises dans Moulin Rouge ! et Australia, elle est doublée par Élise Bertrand dans Batman à jamais et par Nathalie Coupal dans Nadia.